# Cinquet (joc de cartes)
El cinquet és un joc de cartes que es juga amb la baralla espanyola de quaranta cartes (sense vuits ni nous). Hi poden participar de tres a sis jugadors.

## Regles del joc
L'objectiu del joc és que els jugadors col·loquin les cartes sobre la taula fins a quedar-se sense cap.
La forma de col·locar les cartes és la següent:
- Comença el jugador que posseeixi el cinc d'ors.
- Continua el jugador de la dreta, i així successivament.

Només es poden col·locar cincs o totes aquelles cartes que segueixen en progressió ascendent o descendent les que hi ha a la taula i siguin del mateix coll. És a dir, si a la taula només hi ha el cinc d'ors, els jugadors només podran col·locar el sis o el quatre d'ors o un cinc d'un altre coll.
Si un jugador no pot col·locar cap carta, passa, i el torn li correspon al següent jugador. Un jugador pot passar el seu torn, és a dir, no dipositar una carta, només si no té lloc per col·locar-la. Si un jugador pot posar diverses cartes, haurà de triar la que més li convingui per guanyar el joc.
El primer jugador que aconsegueix col·locar totes les seves cartes sobre la taula és el guanyador.

### Variants
També hi ha variants amb alguna modificació en les regles per canviar la dificultat del joc. Per exemple, llei del cinc obliga a treure tots els naips amb el número cinc des del principi per així tenir tots els colls oberts. Per una altra banda, també trobem una altra opció on el jugador pot passar el seu torn les vegades que li convingui encara que tingui una carta per col·locar. També existeix una variant per jugar amb temps: Si s'acaba el temps de triar la carta, es passa el torn.

## El sis d'oros
N'és una versió, jugada amb totes les 48 cartes de la baralla i monedes.
Les cartes s'han de repartir entre tots els jugadors a parts iguals. Comença qui tingui el sis d'oros; a partir d'aquí els jugadors han d'anar posant o bé un sis o bé cartes per a arribar del sis fins a l'as i fins al dotze, i així amb tots els colls. Quan un jugador no té cap carta per a jugar ha de posar una moneda al pot. Guanya el primer que resta sense cartes i com a premi guanya totes les monedes que s'han posat al pot.